# Seznam srednjeveških skladateljev

#### Opomba k seznamu
Dela skladateljev, katerih imena so zapisana s poševno pisavo, niso ohranjena, čeprav so v nekaterih primerih besedila pesmi, pripisana njihovi glasbi, ohranjena brez notnega zapisa.

## Zgodnji srednjeveški skladatelji (rojeni pred letom 1150)

### Armenija
- Sahakduxt
- Xosroviduxt

### Bizanc
- Kassia

### Francija

#### Cerkve, opatije in samostani
- Notker Stammerer
- Hucbald
- Odo de Cluny
- Adam de St. Victor
- Peter Abelard

#### Trubadurji
- William IX, grof Akvitanjski
- Jaufre Rudel
- Tibors de Sarenom
- Marcabru
- Bernart de Ventadorn
- Giraut de Bornelh
- Bertran de Born
- Berenguier de Palou
- Raimbaut of Orange
- Azalais de Porcairages

### Italija
- Odo Areški

### Anglija in Irska
- Sveti Tuotilo (Tutilo)
- Sveti Godric

### Nemčija
- Hermann Reichenau (Hermannus Contractus)
- Hildegarda iz Bingna
- Albertus Parisiensis

## Visoki srednjeveški skladatelji (rojeni 1150-1300)

### Francija

#### Cerkve, opatije in samostani
- Léonin
- Philip de Chancellor
- Gautier de Coincy
- Pérotin
- Petrus de Cruce (Pierre de la Croix)
- Marchetto da Padova
- Philippe de Vitry

#### Trubadurji
- Comtessa de Dìa
- Peirol
- Raimon de Miraval
- Peire Raimon de Tolosa
- Raimbaut de Vaqueiras
- Gaucelm Faidit
- Peire Vidal
- Peire Cardenal
- Arnaut Daniel
- Castelloza
- Guiraut Riquier

#### Truverji
- Conon de Béthune
- Blondel de Nesle
- Alamanda de Castelnau
- Maria de Ventadorn
- Perdigon
- Garsenda de Proensa
- Gertrude de Dagsburg
- Maroie de Dregnau de Lille
- Margot
- Maroie
- Adam de la Halle

### Italija
- Sordello

### Španija in Portugalska
- Alfonso X, kralj Kastilije
- Denis, kralj Portugalske
- Martín Codax

### Anglija
- W. de Wycombe

### Nemčija
- Wolfram von Eschenbach
- Walther von der Vogelweide
- Neidhart von Reuenthal
- Meister Rumelant

### Poljska
- Wincenty z Kielczy

## Pozni srednjeveški skladatelji (rojeni 1300-1400)

### Francija
- Guillaume de Machaut
- Jehan de Lescurel
- Baude Cordier
- Borlet
- Bernard de Cluny
- Trebor
- Solage
- François Andrieu
- Grimace
- Jacob Senleches
- Egidius de Francia (sometimes simply Magister Egidius)

### Flamska
- Thomas Fabri
- Egardus
- Jacob Senleches

### Italija (tudi skladatelji, aktivni v Italiji)
- Jacopo da Bologna
- Gherardello da Firenze
- Giovanni da Firenze (tudi Giovanni da Cascia)
- Andrea da Firenze
- Donato da Cascia
- Bartolino da Padova
- Niccolò da Perugia
- Maestro Piero
- Andrea Stefani
- Arrigo (Henricus)
- Francesco Landini
- Anthonello de Caserta
- Philipoctus de Caserta (včasih imenovan Philippus de Caserta)
- Conradus de Pistoia
- Johannes Ciconia
- Gratiosus de Padua (ali Grazioso da Padova)
- Matteo da Perugia
- Lorenzo da Firenze (Lorenzo Masini) († 1372 ali 1373)
- Ugolino da Orvieto
- Bartholomeo da Bologna

### Nemčija
- Oswald von Wolkenstein

### Poljska
- Mikołaj Radomski

## Skladatelji na prehodu iz srenjeveške v renesančno dobo
- Zacara da Teramo
- Paolo da Firenze (tudi Paolo Tenorista)
- Giovanni Mazzuoli (Giovanni degli Organi) (1360–1426)
- Johannes Tapissier (Jean de Noyers) (okrog 1370 – pred 1410)
- Piero Mazzuoli (sin Giovannija Mazzuolija, čigar celotni opus je bil najden v palimpsestu San Lorenzo)
- Baude Cordier
- Mikołaj Radomski (* okrog 1400)
- Antonius de Civitate Austrie (Antonio da Cividale) (ustvarjal med letoma 1392–1421)
- Johannes Cesaris (ustvarjal med letoma 1406–1417)
- Estienne Grossin
- Roy Henry (domnevno Kralj Henrik V) (ustvarjal okrog leta 1410)
- Pycard (ustvarjal okrog leta 1410)
- Richard Loqueville († 1418)
- Byttering (verjetno Thomas Byttering) (ustvarjal med letoma 1410–1420)
- Bartolomeo da Bologna (ustvarjal med letoma 1405–1427)
- Jacobus Vide (ustvarjal med letoma 1405–1433)
- John Dunstaple (orkog 1380–1453)
- Hugo de Lantins (ustvarjal orkog 1430)
- Arnold de Lantins (ustvarjal orkog 1430)
- Leonel Power († 1445)
- Gilles Binchois (okrog 1400–1460)
- Johannes Brassart (okrog 1400–1455)
- Guillaume Dufay (okrog 1400–1474)
- Johannes Ockeghem (okrog 1410–1497)